# Skinny Genes
Skinny Genes è il singolo di debutto della cantante pop inglese Eliza Doolittle, pubblicato dall'etichetta discografica Parlophone in formato di download digitale l'11 aprile 2010. Il singolo è stato scritto dalla stessa Eliza Doolittle e da Matthew Prime e Tim Woodcock e prodotto da Matthew Prime. È incluso nell'album di debutto della cantante.
Il brano è entrato nella classifica britannica dei singoli alla posizione #22, e vi è rimasto per 9 settimane non consecutive. Nella classifica irlandese è invece rimasto per solo tre settimane, debuttandovi alla posizione #42.
La canzone è conosciuta anche in Italia, poiché Skinny Genes è stata utilizzata come colonna sonora per la campagna pubblicitaria televisiva della Vodafone, subentrata a Never Forget You, brano dei Noisettes. Il brano è stato successivamente riproposto durante il Festival di Sanremo 2011.

## Descrizione
Skinny Genes è stato pubblicato come primo singolo da Eliza Doolittle, l'album di debutto dell'artista omonima. Prima della sua pubblicazione ufficiale, era stato confermato che Rollerblades sarebbe stato il singolo di debutto di Eliza. Fu tuttavia scelto Skinny Genes, con una pubblicazione pianificata per il 29 marzo 2010. Venne poi spostata al 5 aprile. Vide una messa in commercio ufficiale l'11 aprile 2010, dopo essere stata spostata di un'altra settimana, nel formato di download digitale. Il CD avrebbe dovuto essere pubblicato il 12 aprile, ma non è mai stato messo in commercio.
Il testo di Skinny Genes è ispirato, secondo quanto detto dalla cantante, a un ragazzo irritante ma sexy. Eliza descrive il testo della canzone come parole molto leggere e felici ma anche pensate. Ha infatti affermato: "penso a quello che voglio trasmettere quando scrivo canzoni." Leonie Cooper di The Guardian ritiene la canzone con un testo "della serie dillo com'è". La cantante ha inoltre spiegato il significato di Skinny Genes durante un'intervista su BBC Radio con Steve Lamacq:

## Tracce
Download digitale
1. Skinny Genes – 3:03
2. Skinny Genes (Slugz & Joe London Mix) – 5:31
3. Police Car – 3:21

Remix
1. Skinny Genes (Acid Washed Radio Edit) – 3:31
2. Skinny Genes (Acid Washed Main Mix) – 4:14
3. Skinny Genes (Acid Washed Dub Remix) – 4:42
4. Skinny Genes (Melé Remix) – 5:36
5. Skinny Genes (Slugz & Joe London Mix) – 5:31

## Classifiche
| Classifica (2010) | Posizione massima |
| ----------------- | ----------------- |
| Belgio (Fiandre)  | 42                |
| Belgio (Vallonia) | 81                |
| Germania          | 42                |
| Irlanda           | 42                |
| Italia            | 56                |
| Paesi Bassi       | 90                |
| Polonia           | 4                 |
| Regno Unito       | 22                |
| Svizzera          | 48                |

## Pubblicazione
| Paese       | Data           | Formati           | Etichetta  |
| ----------- | -------------- | ----------------- | ---------- |
| Regno Unito | 11 aprile 2010 | Download digitale | Parlophone |
| Polonia     | 16 giugno 2010 | Airplay           | EMI Music  |